# Ataque Parham
|       |       |       |       |       |       |       |       |       |  |
|       | a8 rd | b8 nd | c8 bd | d8 qd | e8 kd | f8 bd | g8 nd | h8 rd |  |
| a7 pd | b7 pd | c7 pd | d7 pd | e7    | f7 pd | g7 pd | h7 pd |       |  |
| a6    | b6    | c6    | d6    | e6    | f6    | g6    | h6    |       |  |
| a5    | b5    | c5    | d5    | e5 pd | f5    | g5    | h5 ql |       |  |
| a4    | b4    | c4    | d4    | e4 pl | f4    | g4    | h4    |       |  |
| a3    | b3    | c3    | d3    | e3    | f3    | g3    | h3    |       |  |
| a2 pl | b2 pl | c2 pl | d2 pl | e2    | f2 pl | g2 pl | h2 pl |       |  |
| a1 rl | b1 nl | c1 bl | d1    | e1 kl | f1 bl | g1 nl | h1 rl |       |  |
|       |       |       |       |       |       |       |       |       |  |

El Ataque Parham, también conocido como ataque de la dama malvada, apertura Danvers o apertura del novato (Patzer opening o Patzer-Parham opening), es una apertura abierta de ajedrez que comienza con las líneas:
1.e4 e5
2.Dh5
Se llama así en honor al maestro de ajedrez estadounidense Bernard Parham, el primer jugador de ese nivel que defendía su uso. Parham también estaba a favor del desarrollo temprano de la reina en otras posiciones, como en su línea favorita contra la Defensa siciliana, 1.e4 c5 2.Dh5.
El ataque Parham viola los principios de apertura porque desarrolla la reina muy pronto, y la expone a ataques, aunque está relativamente a salvo luego de la retirada a f3. Sin embargo, la apertura causa algunos problemas a quien juega con negras. Si pudiera elegir, este último probablemente usaría movimientos como ...Cf6, ...Ac5, y ...Cc6, pero el ataque Parham no los permite; primero fuerza a las negras (a menos que quiera sacrificar un peón) a defender el peón en e5 (generalmente con 2. ...Cc6), entonces, después de 3.Ac4, fuerza a las negras a jugar  3. ...g6 (induciendo a un fianchetto con el alfil de rey), 3. ...De7 (bloqueando el alfil), o bien 3. ..Df6 (ocupando la mejor casilla del caballo). El gran maestro holandés Hans Ree recientemente describió a 2.Dh5 como "un movimiento provocativo, pero bastante sensato".[cita requerida]
Tal como en la parecida Apertura Napoleón (2.Df3), las blancas intentan llevar a cabo el Mate pastor, por ejemplo 2.Dh5 Cc6 3.Ac4 Ac5?? 4.Dxf7#. En ambos casos, las negras pueden evitar la trampa con facilidad, pero 2.Df3, a diferencia del ataque Parham, no impide el desarrollo natural de las piezas negras. En ocasiones, la peor respuesta de las negras es 2. ...Re7?? 3.Dxe5# Schiller-Pack, 1969 (esta línea lleva, con algunas otras, al jaque mate más rápido posible, a favor de las blancas).

## Popularidad
A pesar de su apariencia novata, esta apertura se jugó recientemente en dos torneos internacionales de grandes maestros. Hikaru Nakamura, el GM y campeón estadounidense de 17 años, la usó con piezas blancas en contra del GM indio Krishnan Sasikiran, en el Torneo Sigeman en Copenhague/Malmö, Dinamarca. Nakamura consiguió una posición razonable, gracias a la apertura, pero perdió el juego por un error en el medio juego. Más tarde escribió en Internet: "Creo que 2.Dh5 es un movimiento que no está mal hacer. De hecho, yo tuve una posición muy buena en el juego, y estuve muy cerca de ganar, si hubiera jugado 23.e5"[cita requerida]
Sasikiran luego empató con Timman obteniendo el primer puesto en el torneo, seguido por Nakamura, medio punto abajo.
El mes anterior, Nakamura había jugado 2.Dh5 contra el GM Nikola Mitkov en el Global Chess Challenge de abril de 2005, en Minneapolis. Ese juego terminó en tablas, en 55 movimientos.
Más frecuentemente, esta apertura es adoptada por principiantes, como cuando el actor Woody Harrelson la usó contra Garry Kasparov en un juego de exhibición en Praga, en 1999. Harrelson logró hacer tablas, después de recibir la ayuda de varios maestros que se encontraban en Praga para presenciar el juego entre Alexei Shirov y Judit Polgár. El siguiente año Kasparov enfrentó la apertura de nuevo, esta vez ganando en 17 movimientos, cuando la estrella de tenis Boris Becker la jugó en un juego de exhibición en Nueva York.

## Variantes
|       |       |       |       |       |       |       |       |    |  |
|       | a8 rd | b8    | c8 bd | d8 qd | e8    | f8 rd | g8 kd | h8 |  |
| a7 pd | b7 pd | c7 pd | d7 pd | e7 bd | f7 pd | g7 pd | h7 pd |    |  |
| a6    | b6    | c6 nd | d6    | e6    | f6 nd | g6    | h6    |    |  |
| a5    | b5    | c5    | d5    | e5 ql | f5    | g5    | h5    |    |  |
| a4    | b4    | c4 bl | d4    | e4 pl | f4    | g4    | h4    |    |  |
| a3    | b3    | c3 nl | d3    | e3    | f3    | g3    | h3    |    |  |
| a2 pl | b2 pl | c2 pl | d2 pl | e2    | f2 pl | g2 pl | h2 pl |    |  |
| a1 rl | b1    | c1 bl | d1    | e1 kl | f1    | g1 nl | h1 rl |    |  |
|       |       |       |       |       |       |       |       |    |  |

El Ataque Parham ocurre muy rara vez en juegos del nivel de grandes maestros, por lo que es difícil buscar una teoría de las mejores continuaciones. Por ejemplo, como la mayoría de los juegos con esta apertura se han jugado en torneos escolares de bajo nivel, 2. ...g6?? se ve a menudo, perdiendo una torre con 3.Dxe5+.

### 2. ... Cc6
Esta es la variante más común (y con mejores resultados, históricamente). Las negras defienden su peón de e5 y se prepara para 3.Ac4 con 3. ...De7 o 3. ...g6.
El GM Sasikiran la usó contra el GM Nakamura en su juego, y Nikola Mitkov la usó contra el mismo Nakamura en 2005. Garry Kasparov eligió este movimiento en ambos juegos, ante Boris Becker y Woody Harrelson.

### 2. ... Cf6!?
Este movimiento inusual es el favorito de algunos programas de computadora, tales como el Shredder 9. Después de 3.Dxe5+ Ae7 4.Cc3 0-0 5.Ac4 Cc6, las negras tienen un peón menos, pero llevan la delantera en el desarrollo de las piezas, y ganarán más tiempos gracias a la exposición de la dama blanca. La principal ventaja de esta línea es que evita las contorsiones incómodas que deberían realizar las negras en la línea principal (De7 o g6).